# Coladèra
Coladèra (francès Couladère) és un municipi occità, a Gascunya, en el departament de l'Alta Garona, a la regió d'Occitània.